# Dysdera liostetha
Dysdera liostetha är en spindelart som beskrevs av Simon 1907. Dysdera liostetha ingår i släktet Dysdera och familjen ringögonspindlar.
Artens utbredningsområde är Kanarieöarna. Inga underarter finns listade i Catalogue of Life.